# Picrotechna ophiodora
Picrotechna ophiodora är en fjärilsart som beskrevs av Edward Meyrick 1914. Picrotechna ophiodora ingår i släktet Picrotechna och familjen praktmalar, Oecophoridae. Inga underarter finns listade i Catalogue of Life.